# 吴与言故居—承坤堂
吴与言故居－承坤堂，位于中国广东省梅州市大埔县湖寮镇古城，为梅州市大埔县的一个县级文物保护单位，类型为古建筑，公布时间为1999年9月。
吴与言故居－承坤堂的历史年代为宋代。